# Буснаго
Буснаго (итал. Busnago) је насеље у Италији у округу Монца и Бријанца, региону Ломбардија.
Према процени из 2011. у насељу је живело 6413 становника. Насеље се налази на надморској висини од 211 м.

## Становништво
| 1936. | 1951. | 1961. | 1971. | 1981. | 1991. | 2001. | 2011. |
| ----- | ----- | ----- | ----- | ----- | ----- | ----- | ----- |
| 1.947 | 2.060 | 2.183 | 2.497 | 3.153 | 3.789 | 4.576 | 6.413 |